# Косинский, Ежи
Е́жи Нико́дем Коси́нский, Косиньский (пол. Jerzy Nikodem Kosiński), настоящее имя — Йо́сеф Ле́винкопф (пол. Josef Levinkopf; 14 июня 1933, Лодзь, Польша — 2 мая 1991, Нью-Йорк, США) — американский писатель польско-еврейского происхождения.

## Биография
Родился в семье польских евреев. Перед войной родители Йозефа изменили фамилию Левинкопф на Косински и укрылись в селе Дамбров-Жечицки от наступающих нацистов.
После войны Йозеф окончил Университет Лодзи, работал ассистентом в Институте истории и социологии Польской академии наук, учился в Москве.
20 декабря 1957 года эмигрировал в США. Учился в Колумбийском университете. В 1964 опубликовал первый роман «Раскрашенная птица». Был дважды женат.
2 мая 1991 года покончил с собой, отравившись барбитуратами.

## Творчество
Первые книги выпустил под псевдонимом Joseph Novak.
Автор книг полуавтобиографической прозы «Раскрашенная птица» (1965), «Садовник» (1971), «Чёртово дерево» (1974), «Отшельник с 69-й улицы» (1987), связанных с темой Холокоста. В 1980-х годах они вызвали обвинения в плагиате и фальсификации некоторых фактов своей биографии, хотя Косинский никогда не настаивал на фактической точности описанного.
В 1969 году получил Национальную премию США за книгу «Steps» (Ступени).
В 1979 Косинский по предложению Уоррена Битти принял участие в фильме «Красные» и сыграл в нём роль российского революционера Григория Зиновьева.
Написал (с помощью Роберта Клиффорда Джонса) киносценарий по своему роману «Being There» (фильм «Будучи там», 1979), за что получил премии «Золотой глобус», BAFTA и премию Гильдии сценаристов США.

## Произведения
- 1960 — The Future in Ours, Comrade (Будущее за нами, товарищи!)
- 1962 — No Third Path (Третьего пути нет)
- 1965 — The Painted Bird (Раскрашенная птица).
- 1968 — Steps (Ступени).
- 1971 — Being There (Будучи там; рус. перевод — Садовник).
- 1973 — The Devil Tree (Чёртово дерево).
- 1975 — Cockpit (Кокпит).
- 1977 — Blind Date (Свидание вслепую).
- 1979 — Passion Play (Страсти Господни).
- 1982 — Pinball (Пинбол).
- 1988 — The Hermit of 69 th Street (Отшельник с 69-й улицы).
- 1992 — Passing By.

### Публикации и издания на русском языке
- Косинский Е. Раскрашенная птица (фрагменты) // Искусство кино (Москва). 1994. № 10. С. 116—128; № 11. С. 134—151. Перевод с англ. Сергея Снегура.
- Косинский Е. Садовник. Перевод с англ. и послесловие Ильи Кормильцева // Иностранная литература. — 1997. — № 10.
- Косинский Е. По поводу «Раскрашенной птицы»: Заметки автора // «Иностранная литература». 1999. № 3. Перевод с англ. Ильи Кормильцева.
- Косински Е. Раскрашенная птица. СПб.: Амфора, 2000 (и переиздания). Перевод с англ. Виктора Когана.
- Косинский Е. Садовник; Ступени; Чёртово дерево. М.: Б. С. Г.-Пресс, 2001[2]. ISBN 5-93381-023-1. Перевод с англ. и предисловие Ильи Кормильцева.
- Косински Е. Свидание вслепую. СПб.: Амфора, 2002. ISBN 5-94278-236-9; 2004: ISBN 5-94278-493-0. Перевод с англ. Александра Кабанова.
- Косински Е. Пинбол. СПб.: Амфора, 2004. ISBN 5-94278-434-5. Перевод с англ. Евгения Волковыского.
- Косински Е. Игра страсти. СПб.: Амфора, 2006. ISBN 5-367-00012-6. Перевод с англ. В. Кузнецова.

### Экранизации
- 1979 — Будучи там
- 2019 — Раскрашенная птица